# Museum Sorgdrager
Museum Sorgdrager is een cultuurhistorisch museum in het Friese Hollum, op het waddeneiland Ameland. Het museum laat de bijzondere cultuur van Ameland zien.
In 1751 werd er door Pieter Cornelis Sorgdrager in Hollum het Sorgdragershuuske gebouwd als verblijfplaats voor onder andere walvisvaarders. Het museum is ingericht, zoals het er in 1751 moet hebben uitgezien. Op de bovenverdieping is  Amelandse volkskunst te zien en er is veel te vinden over de walvisvaart in het museum. Zo bestaat de poort van het museum uit twee walviskaken en staat er een harpoenkanon in de tuin opgesteld. 
Tevens worden er regelmatig lezingen gehouden.

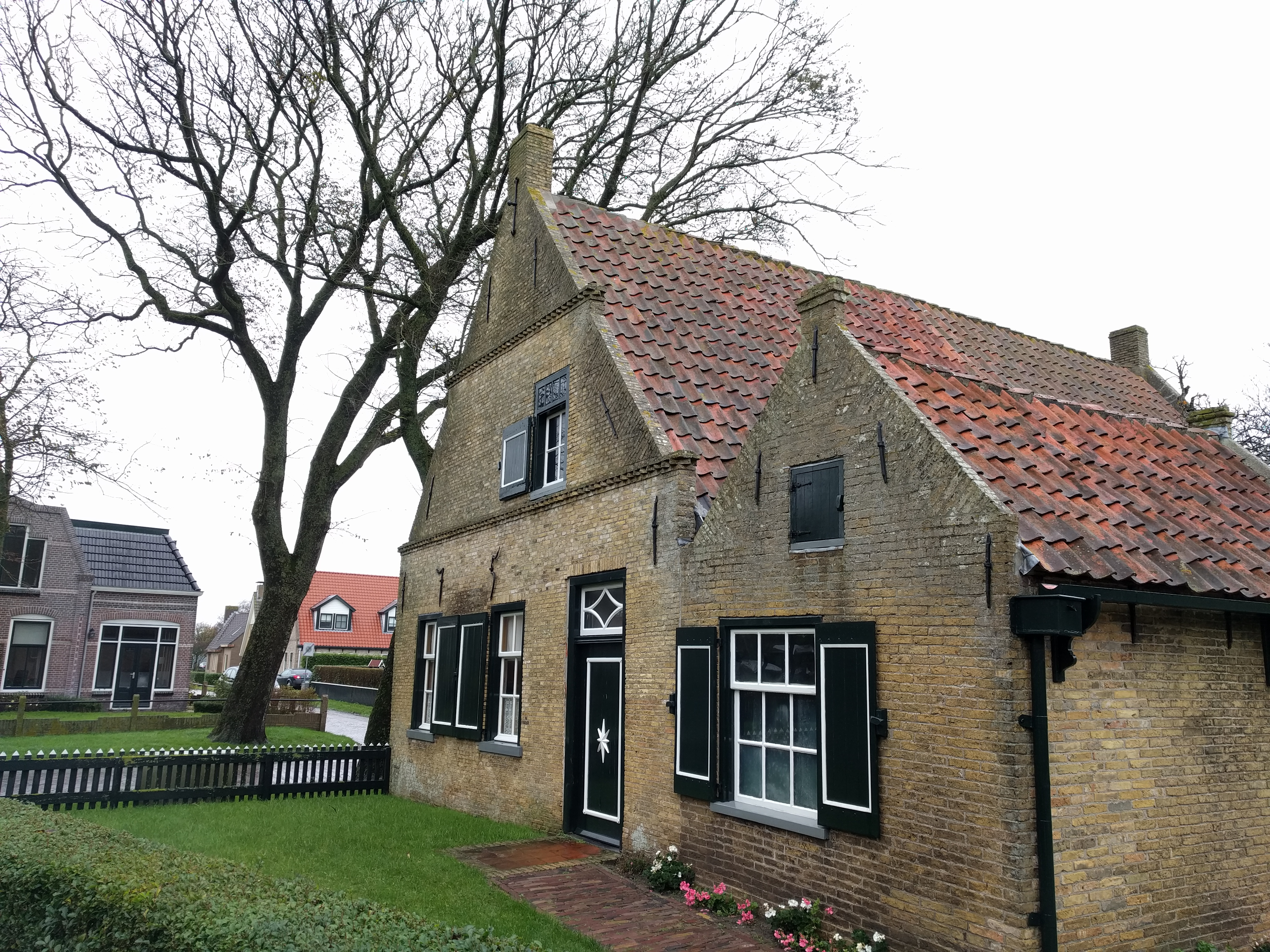
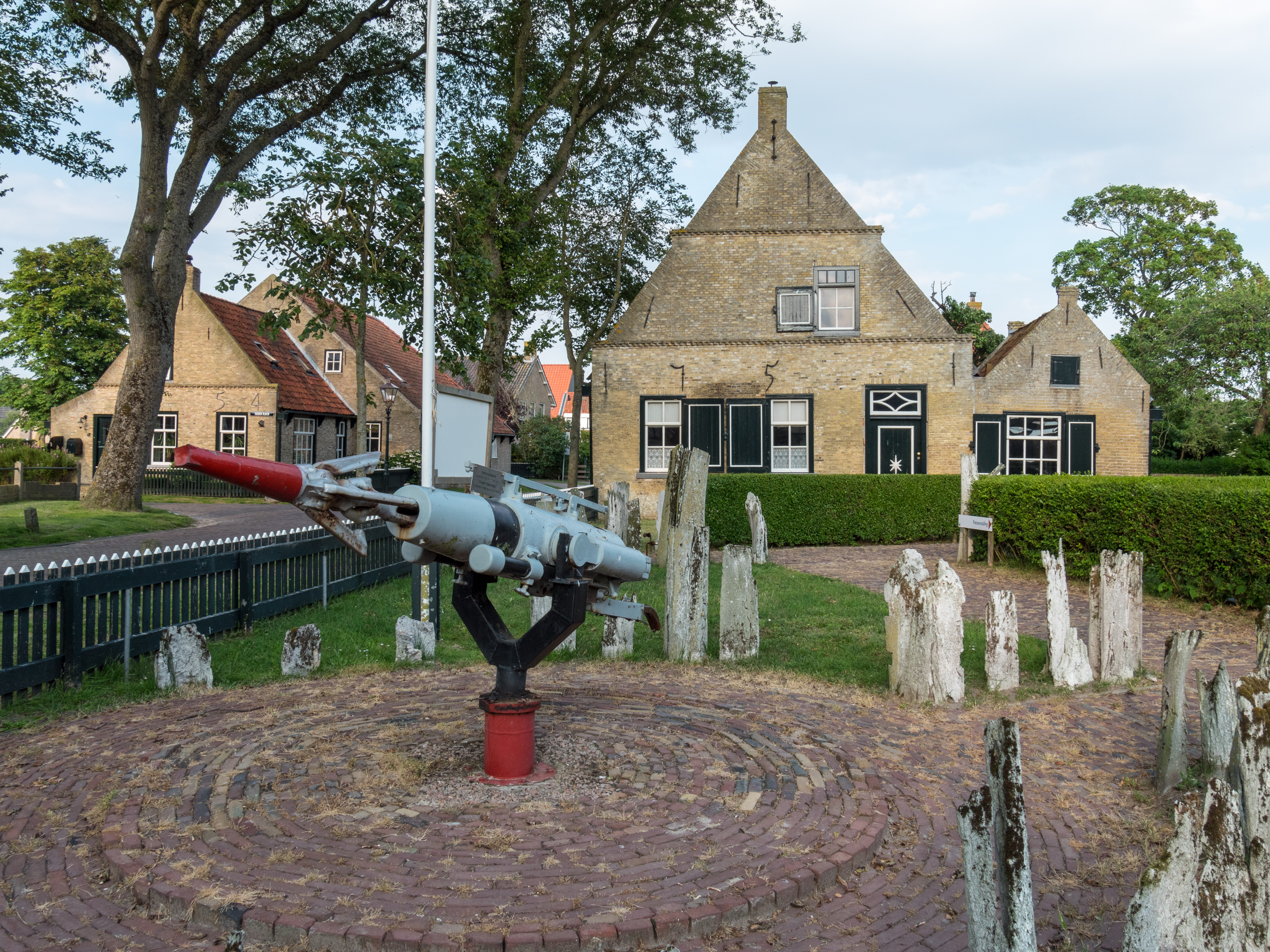

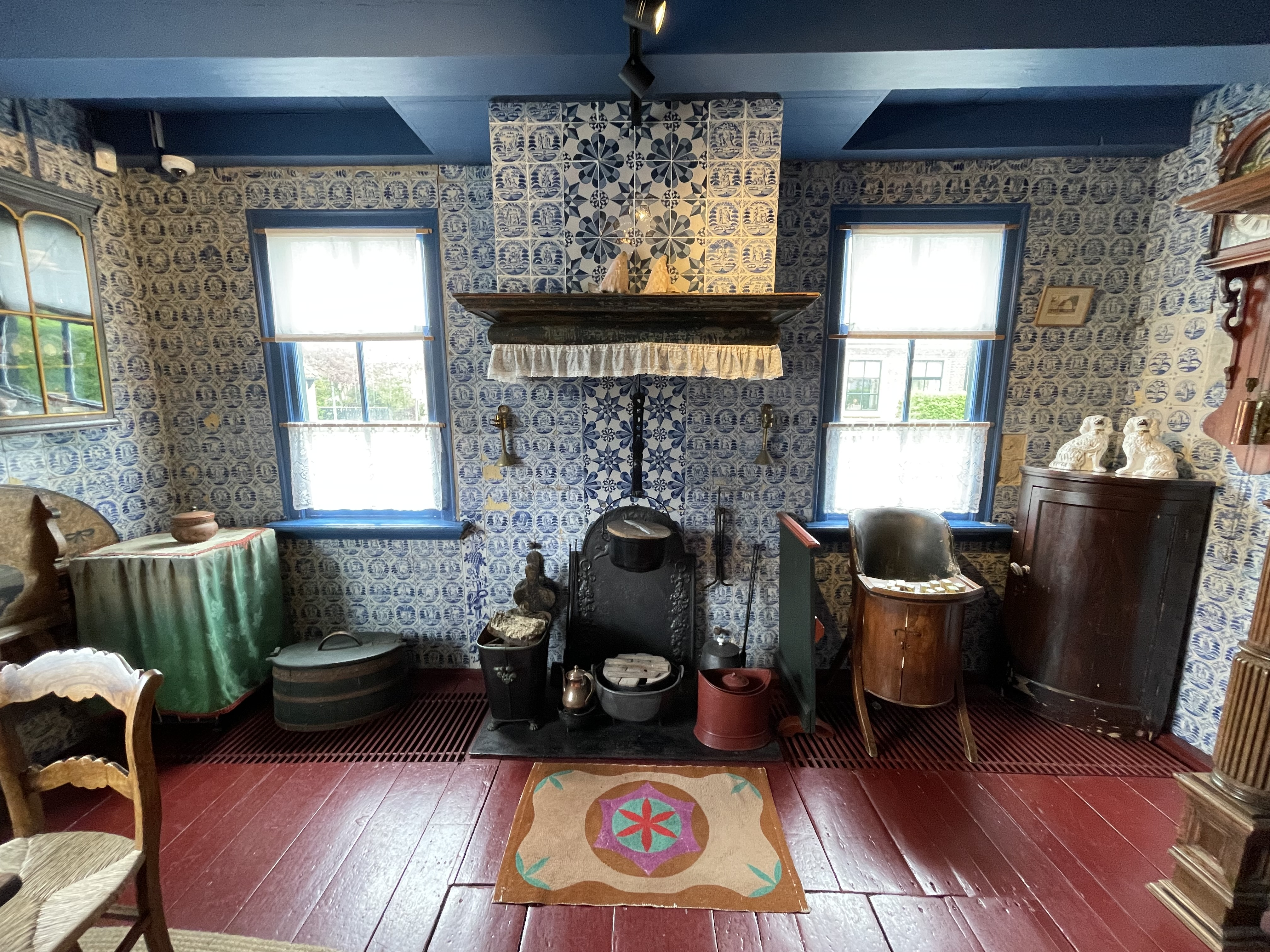
Interieur, collectie
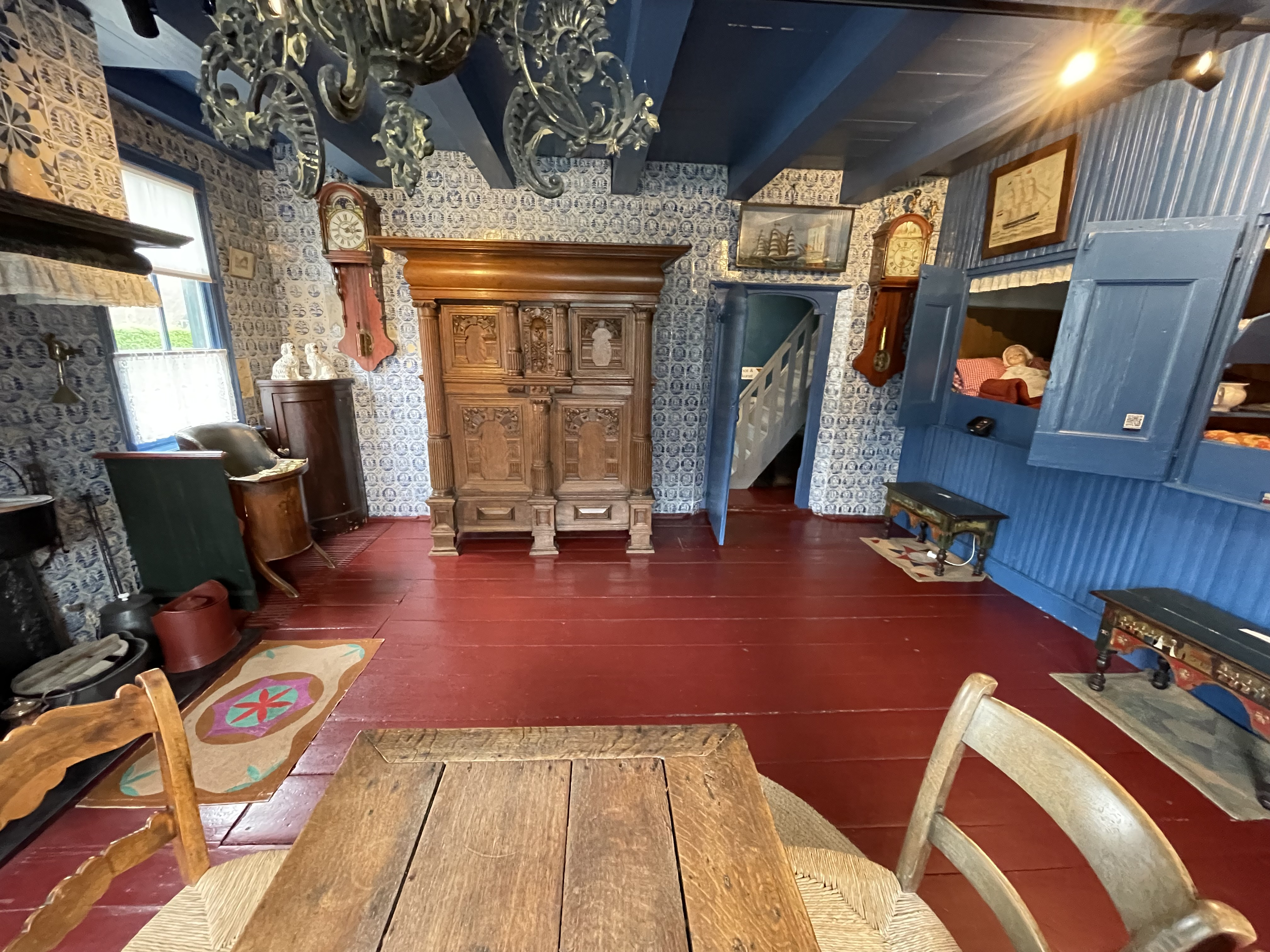
Interieur, collectie